# Franz Romer (Kapitän)

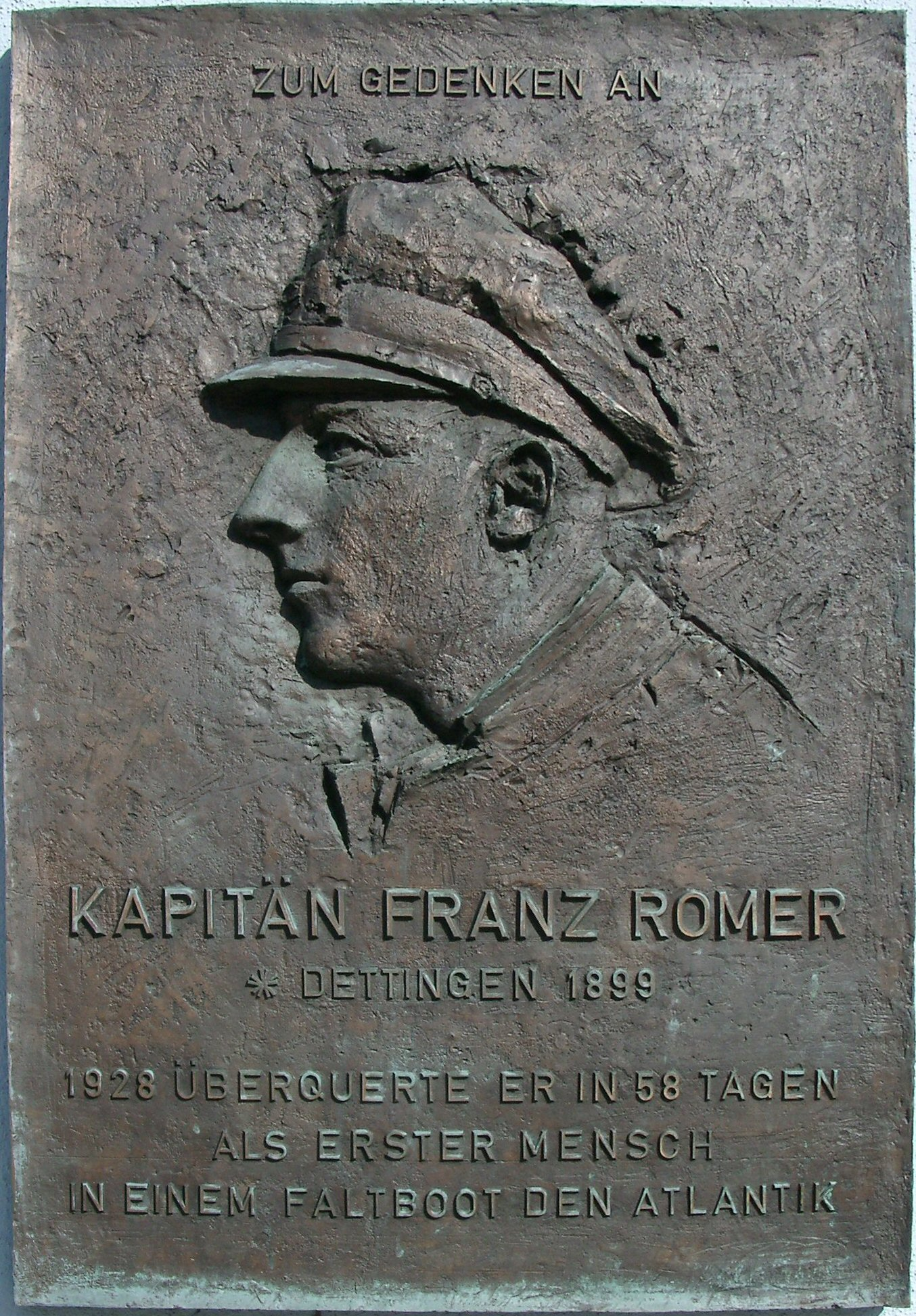
Die Gedenktafel in Dettingen

Franz Romer (* 1899 in Dettingen; † 1928 bei Saint Thomas) überquerte 1928 als erster Mensch mit einem Faltboot den Atlantik.

## Leben
Für sein wagemutiges Unternehmen verwendete der Hochseekapitän Romer ein segelfähiges Klepper-Boot von etwa 6,40 m Länge und 1 m Breite. Das Fahrzeug wog 73 kg. Romer benötigte für die Strecke von Las Palmas auf Gran Canaria bis zu der Karibikinsel Saint Thomas 58 Tage (10. Juni bis 31. Juli).
Romer brach im September 1928, trotz einer Hurrikanwarnung, zu einer Weiterfahrt Richtung New York auf. Seit dem 11. September 1928 ist er verschollen.
In Konstanz-Dettingen sind eine Straße und eine Festhalle nach ihm benannt, seit 2001 erinnert eine Gedenktafel an ihn.

## Schauspiel
- Abgefahren. Romer. Theaterstück von Gerd Zahner, Konstanz 2016[1]